# Grote Netewoud
Het Grote Netewoud is een verzamelnaam voor een resem quasi-aaneengesloten natuurreservaten langsheen de Grote Nete en Molse Nete met een totale oppervlakte van 1000 ha aan moerassen, vennen, broekbossen en heide in natuurbeheer. Het Grote Netewoud ligt op het grondgebied van de Kempense deelgemeenten Balen, Olmen (Balen), Hulsen (Balen), Meerhout en Bel (Geel) en ligt grotendeels in het Natura 2000-netwerk (als 'Bovenloop van de Grote Nete met Zammelsbroek, Langdonken en Goor'). Met Europese steun is het de bedoeling een natuurgebied te creëren met een oppervlakte van 2500 ha.
In Meerhout baat Natuurpunt een bezoekerscentrum uit in de 17e-eeuwse watermolen De Wasserij. Op de bovenverdieping werd de permanente tentoonstelling ‘Weg van de Nete’ ingericht door Vlaamse Milieumaatschappij.
Naast en rondom de molen werd door de Vlaamse Milieumaatschappij een vistrap aangelegd zodat waterdieren voorbij de molen kunnen migreren. 
In het gebied werd een wandelnetwerk Grote Netewoud uitgebouwd

## Afbeeldingen

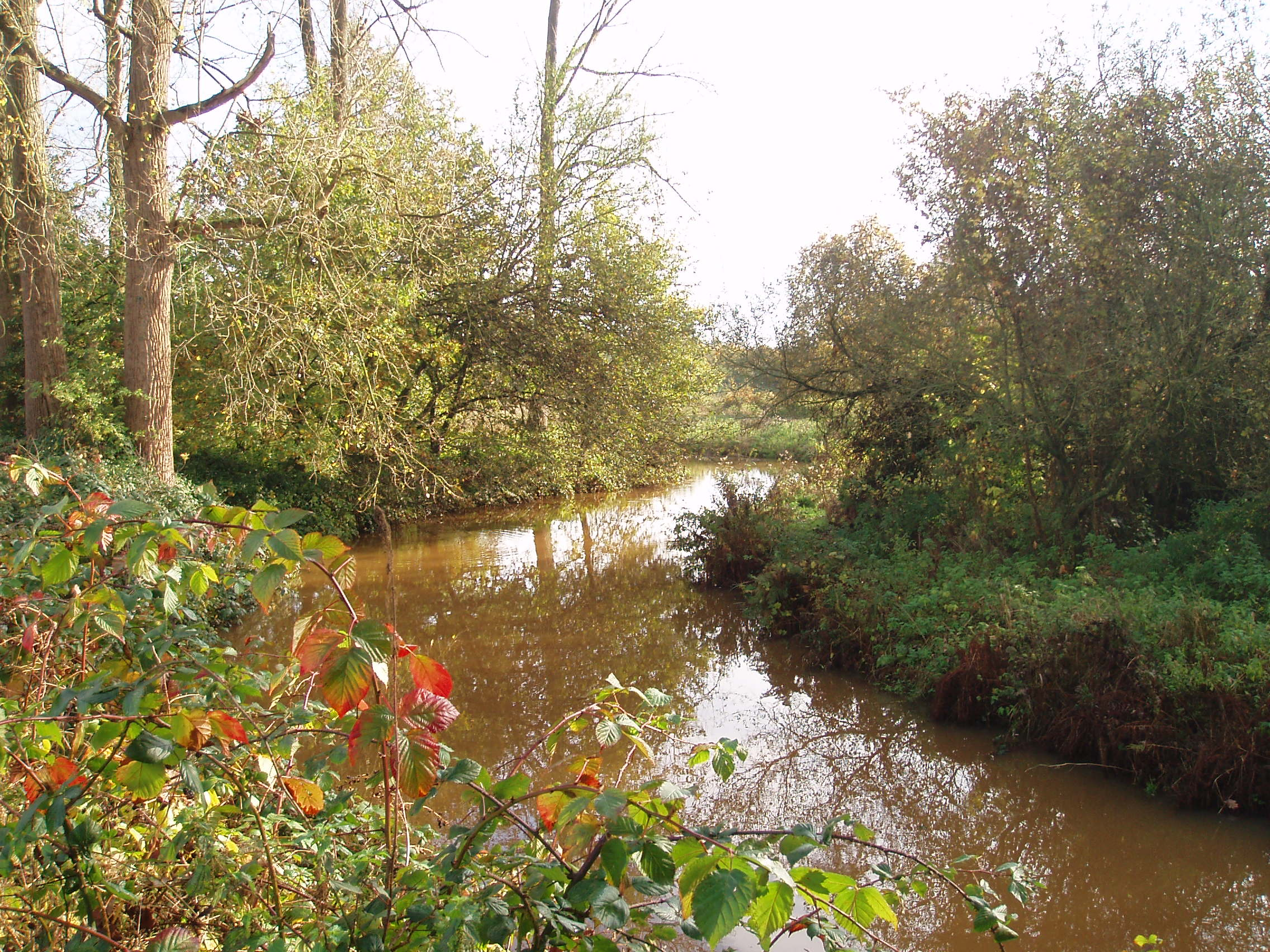
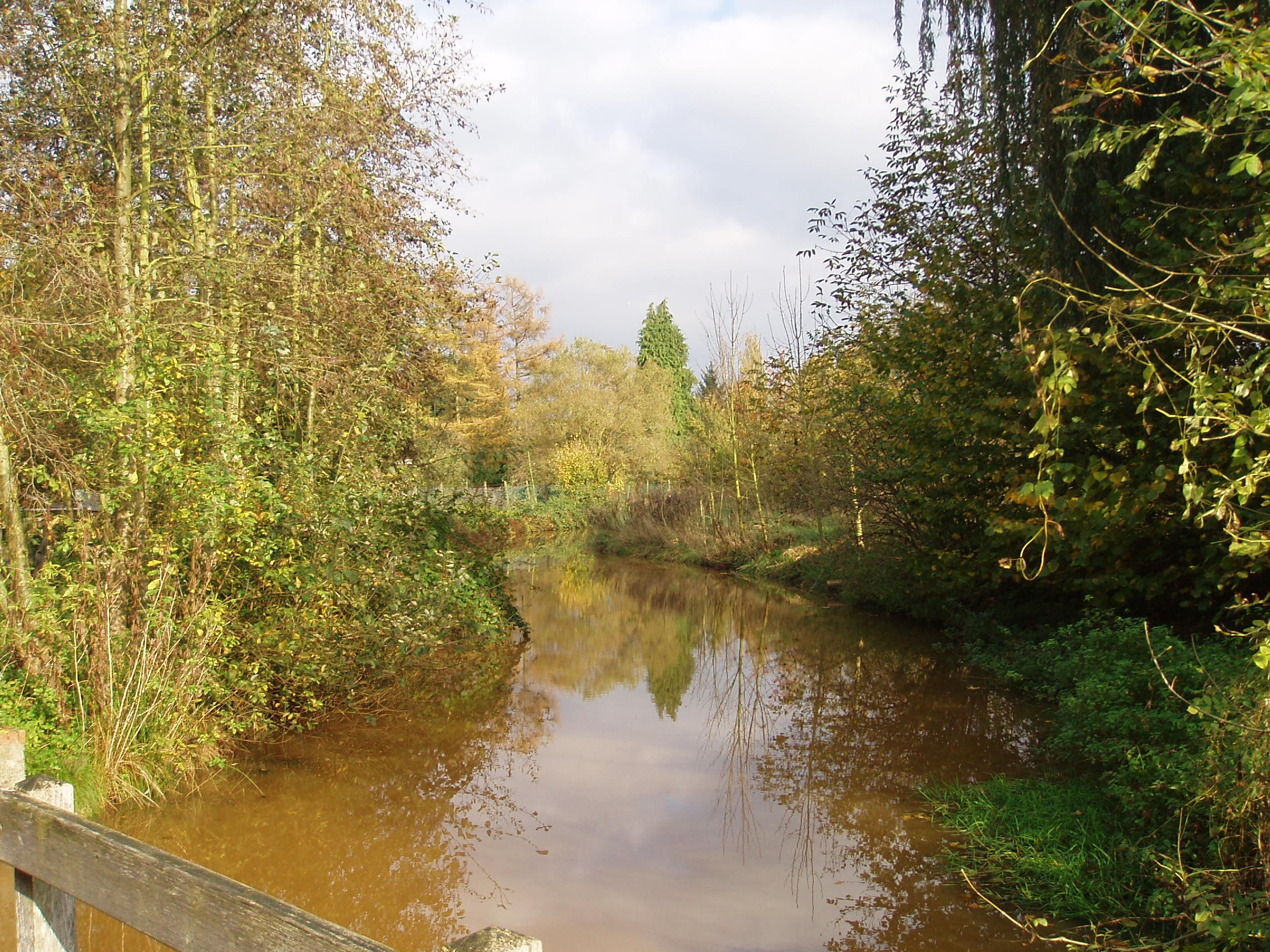
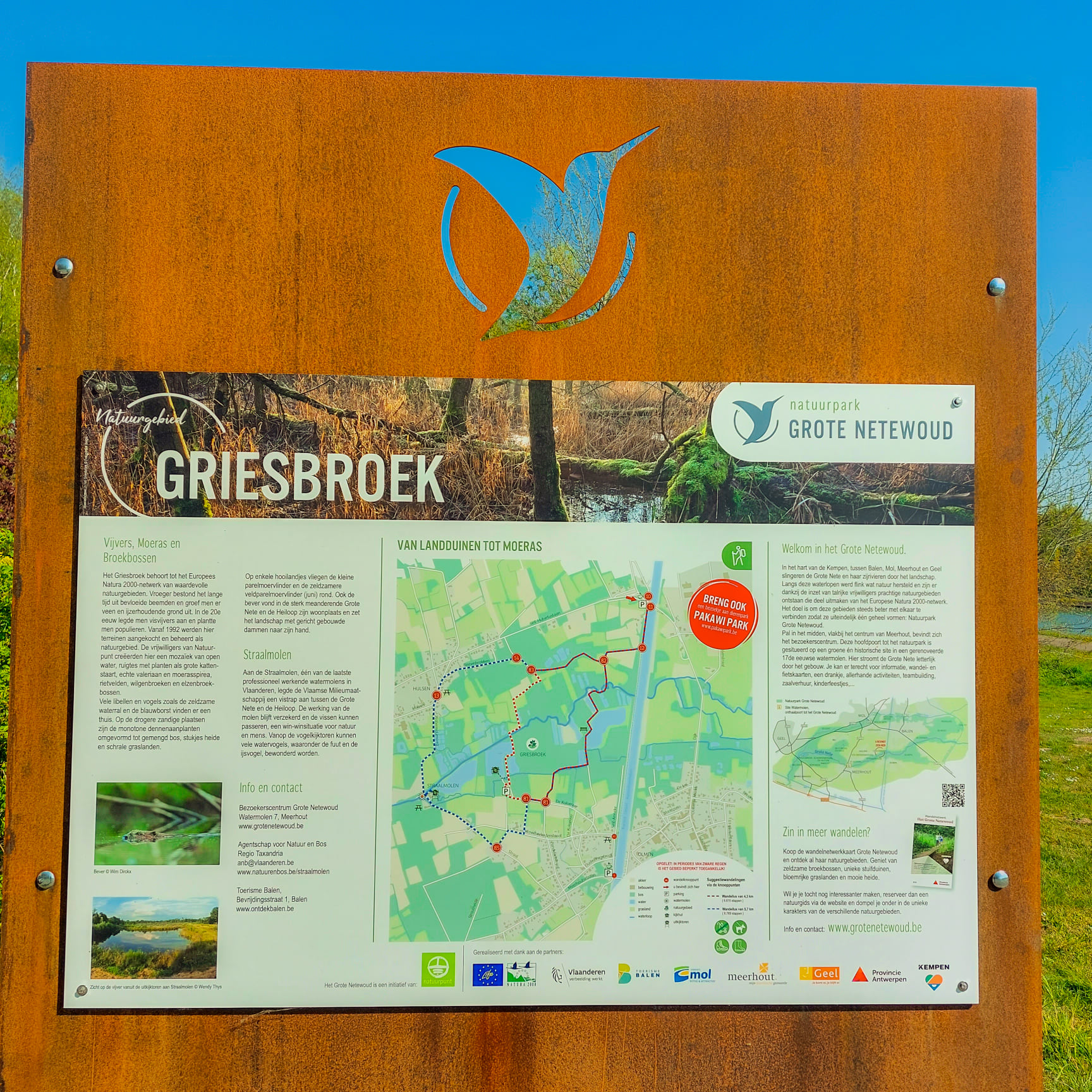
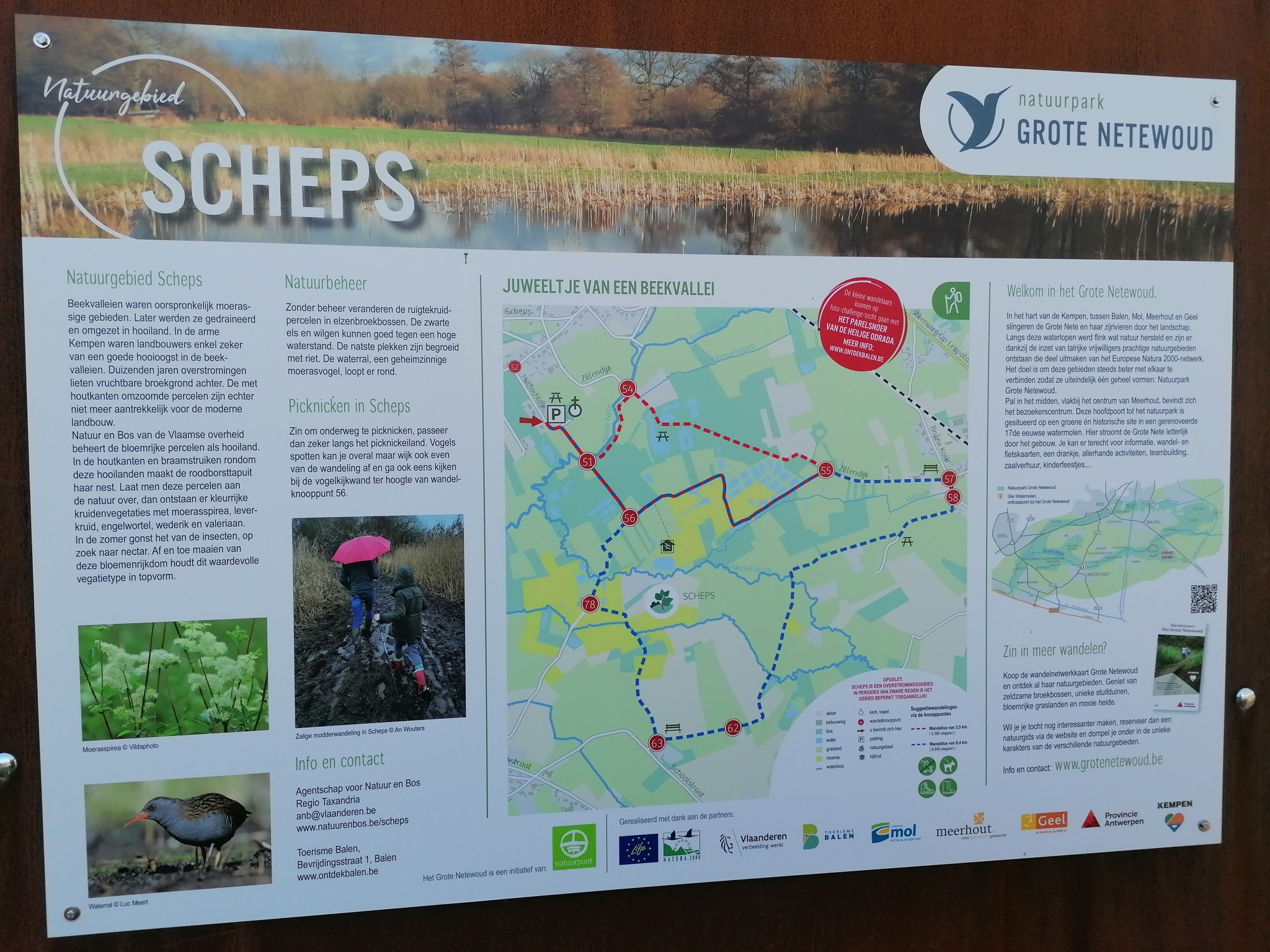
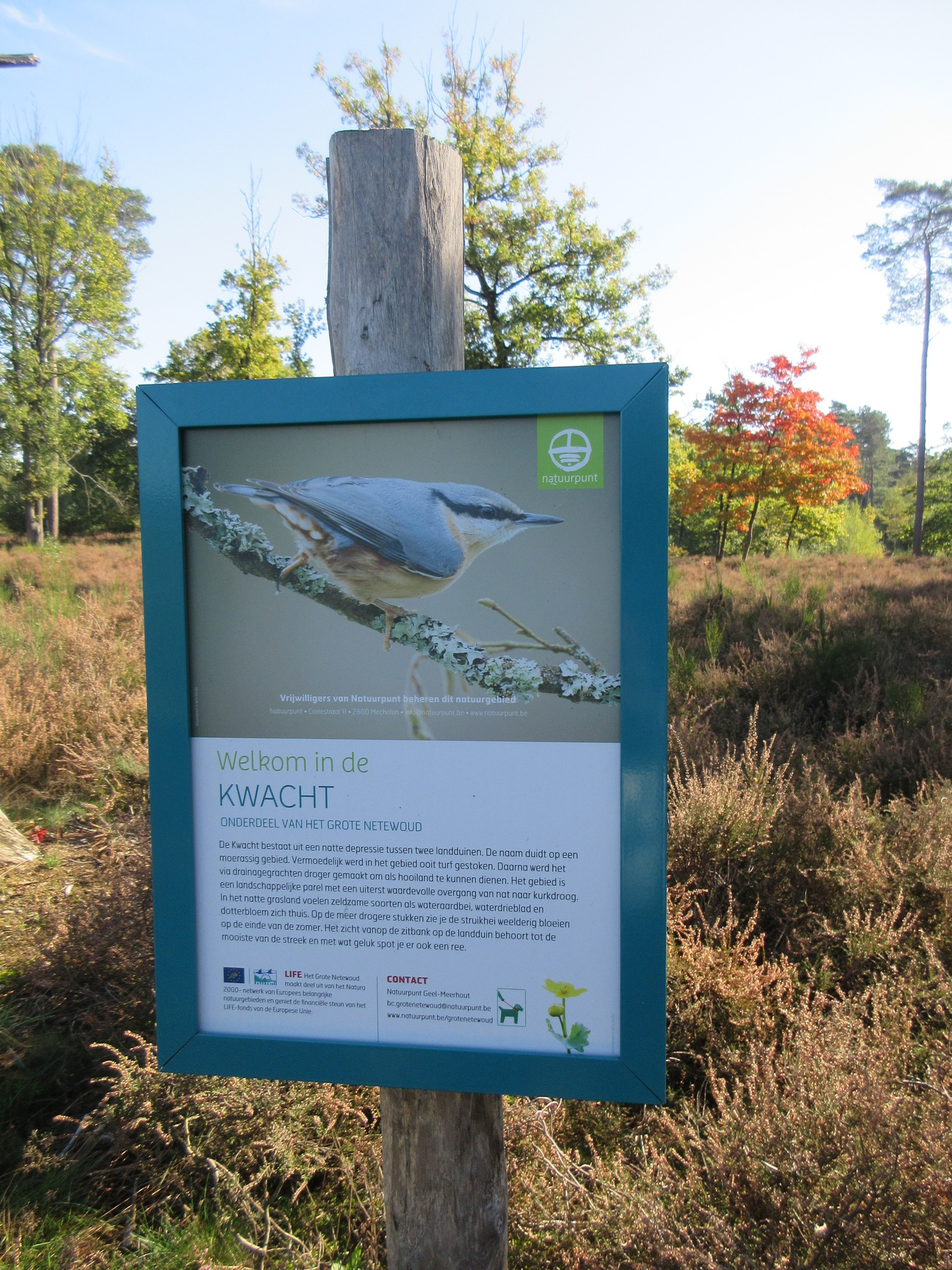
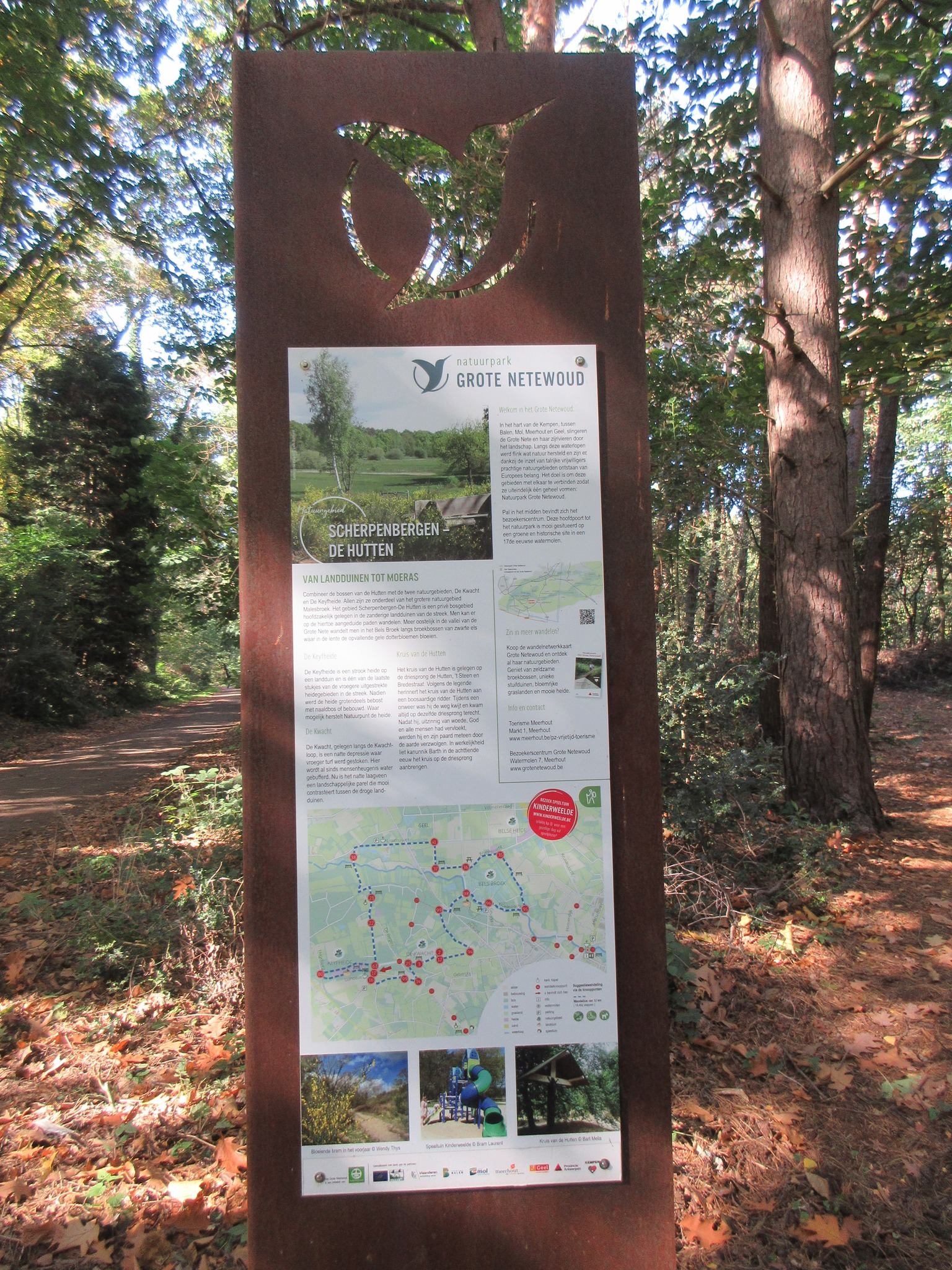
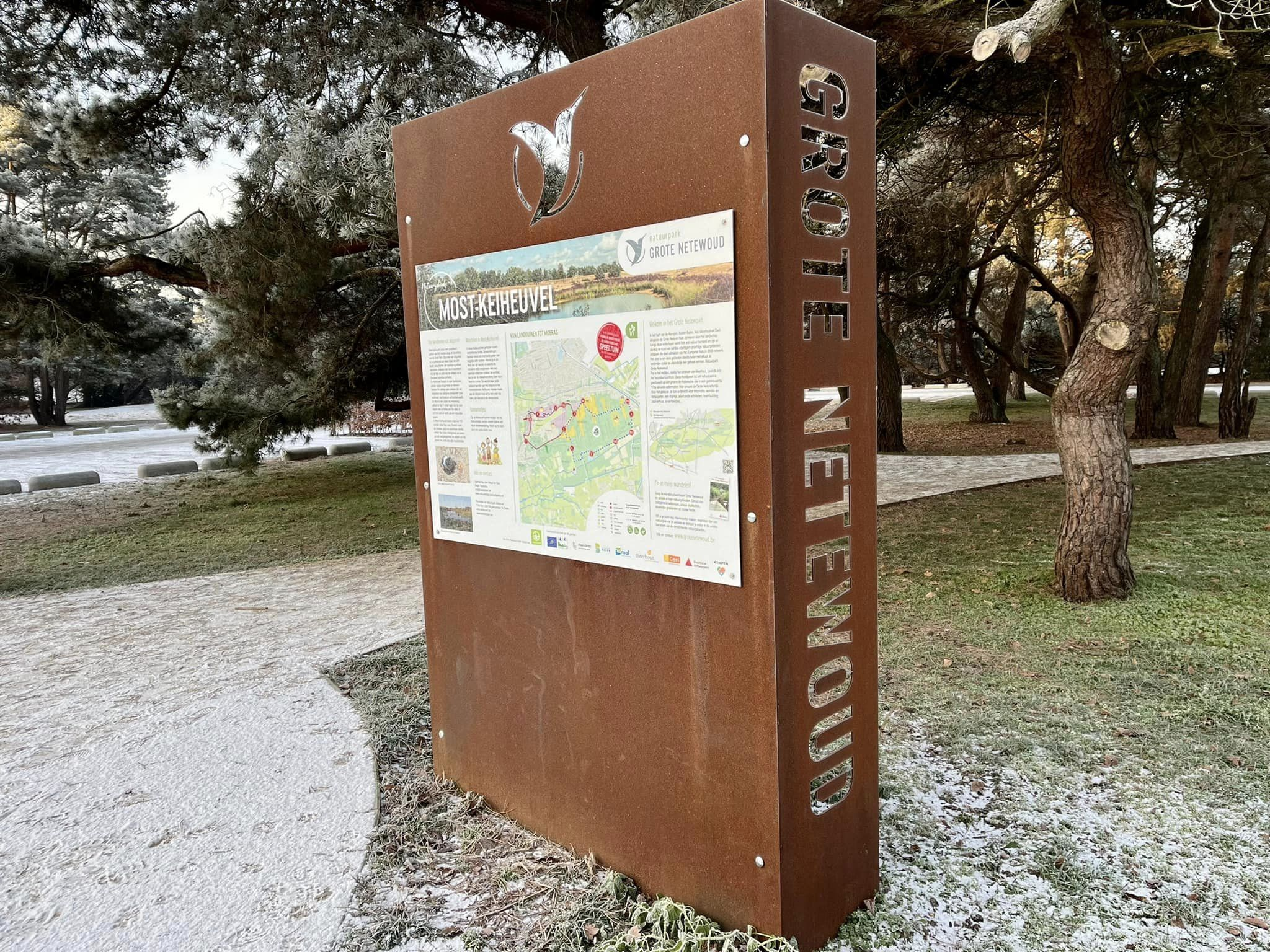

## Natuurgebieden
- Bels Broek
- Griesbroek
- De Vennen
- Malesbroek
- Scheps
- Keiheuvel
- De Most